# 蘇則
蘇 則（そ そく、? ～ 223年）は、中国後漢末期から三国時代にかけての政治家。字は文師。司隷扶風郡武功県の人。子は蘇怡・蘇愉（字は休豫）。孫は蘇紹（字は世嗣）・蘇慎。『三国志』魏志に伝がある。

## 経歴
若い頃に学問と品行によって名を知られた。孝廉と茂才に推挙され三公府に招聘されたが、いずれも応じなかった。『魏書』によれば、剛直で悪を憎む性格であり、いつも汲黯を尊敬していたという。
『魏略』によれば、代々の名家に生まれた。興平年間に三輔（長安地区）が混乱した時、飢え苦しんで安定郡に移住し、富豪の師亮を頼ったが冷遇された。このため蘇則は嘆息し「天下は必ず安定する。必ずここに帰ってきて郡太守となり、俗な連中を挫いてやる」と言って去り、馮翊の吉茂らと太白山の山中に隠れ、読書を楽しみとして暮らした。
家を出た蘇則は酒泉郡の太守となり、やがて安定郡や武都郡の太守に転任したが、どこにおいても権威と名声があった。『魏略』によれば、蘇則が安定太守となった時、かつて彼を冷遇した師亮らは逃亡を図ったが、蘇則は予め人を遣って師亮を安心させて謝礼したという。
曹操が張魯討伐に赴いたとき、蘇則の治める武都郡を通ったが、曹操は彼に会って気に入り軍の先導を任せた。張魯を破ると、蘇則は下弁の氐族たちを安定させて河西の街道を開通させた後、金城太守に転任した。金城郡は動乱により荒れ果てて人口も減少していたが、蘇則は羌族を招いて食糧を集め、禁令を作って信賞必罰を徹底し、自ら民に耕作を教えた。そのおかげでその年は大豊作となり、着任当初の戸数は五百戸にも満たなかったが、わずか10カ月の間に数千家が行政下に帰ってきた。あるとき隴西郡で李越が反乱を起こしたが、蘇則が羌族を率いて李越を包囲すると、李越はすぐに降伏を願い出た。
曹操が病死した後、西平郡の麹演が反逆し護羌校尉を称したが、蘇則が攻撃するとすぐに降伏した。この功績によって護羌校尉を加えられ、関内侯の爵位を与えられた。
その後、麹演が張掖郡の張進、酒泉郡の黄華と共にまたも反乱を起こしたため、雍州・涼州の豪族の多くは麹演に従い羌族の人々を捕えた。さらに、武威郡の異民族たちも彼らに呼応し道を遮断したので、武威太守の毌丘興（毌丘倹の父）は蘇則に救援を求めた。金城には、蘇則のほかに将軍の郝昭・魏平が駐屯していたが、郝昭らは詔勅を受けながらも西方に渡河することができなかった。そこで蘇則は、郡の高官や郝昭らと会見し「賊は今でこそ意気盛んだが、その結束は脆く、隙を突けば善人が我らに味方し奴らは損害を受ける。それらを率いて攻撃すれば賊を間違いなく破れる。もし大軍の到着を待てば、その間に善人と悪人が結びつき、容易に切り離せなくなる。詔勅による命令に背いてでも、機に適った方策で専断してもよかろう」と言った。
張既の援助を得た蘇則は（「張既伝」）、郝昭らを従えて武威を救援し、異民族を降伏させ、毌丘興と共に張進を攻撃した。麹演はそれを知ると、降伏を装って三千の兵と共に蘇則を殺そうとした。しかし蘇則はそれを見破り、会見の場で彼を斬り殺した。さらに張進とその仲間を包囲して斬ると、黄華が怖気づいて降伏したため、河西を平定することができた。蘇則は都亭侯に封じられ、三百戸を与えられた。
後に中央へ召されて侍中となり、董昭と同僚になった。董昭がある時、蘇則の膝を枕にして横になったが、蘇則はそれを押しのけ「わしの膝はおべんちゃらやの枕ではない」と言った。蘇則が金城太守だった頃に献帝が曹丕に禅譲したが、蘇則は献帝が崩御したものと早合点し、それを悲しみ喪に服して号泣した。その後、献帝が健在だと知るや自分の勘違いを省みたが、気持ちは晴れなかった。その時に曹植が蘇則と同様に泣いていたが、曹丕（文帝）は曹植のことを恨みに思っていたため、後に「わしが禅譲を受けたことで泣いた者がいるようだが、なぜか」と蘇則らに質問したことがあった。蘇則は、自分のことが問題にされていると勘違いしたため弁明しようとしたが、側にいた傅巽が目配せしたので、自らのことではないと気がついたという。また曹丕は蘇則に対し、西域と交易を再開すべきか質問したことがあった。蘇則が「もし陛下の威光が西域にまで届けば自然とやってきます。こちらから求めるべきではありません」と言ったが、曹丕は黙ったままだった。後に、蘇則が曹丕の狩りのお供をしたとき、役人たちが誤って鹿を逃がしてしまったため、曹丕は激怒して彼らを逮捕して斬り捨てようとした。蘇則が叩頭して「古代の君主は禽獣の事で人を害さないと聞いております。陛下は正しく教化を盛んにされていますのに、彼らを斬ろうとしておられます。愚かなる臣はこれは良くないことと考えますので、あえて死を覚悟してお願いいたします。」と言うと、曹丕は彼らを許したが蘇則を疎んじるようになった。223年、東平の相に左遷され、任地に向かう途中で病死した。剛侯と諡された。
子の蘇怡が後を継ぎ、蘇怡が死去すると弟の蘇愉が継いだ。蘇愉は誠実で英知に富んでいたとされ、太常・光禄大夫・尚書などを歴任した。後に涼州刺史となるが、鮮卑の禿髪樹機能の乱で戦死した。蘇愉の子の蘇紹は呉王の師となり詩をよくした。蘇紹の弟の蘇慎は左衛将軍となった。
陳寿は、蘇則のことを「威光によって動乱を平定した。政治について立派であり、剛直で厳しい態度は称揚するに足るものがある」と評している。孫盛は、蘇則が献帝のために泣いたことについて「既に新しい朝廷に名を記され、別の王朝に仕官したのに、そこで初めて二心を抱き憤怒をあらわにし、威勢の良い言葉を発そうとした。士のくせにだらしがなく、行動が定まっていない」と批判している。